# Кастелян
Кастеля́н, каштелян, шателен (фр. châtelain, из лат. castellanus, от castellum — «лагерёк», «крепостца», «за́мочек») — в феодальных государствах род коменданта, смотритель (администратор) за́мка, костёла и тому подобного, и прилегающих к нему территорий.

## История
В средние века в Европе это была должность, которая развилась из власти начальника гарнизона (коменданта) крепости (castellum), в ведении которого находились её охрана и хозяйство, впоследствии в различных государствах, краях и странах должность имела различное значение, в зависимости от исторического развития европейских территориальных образований.
Так в средневековых Франции и Фландрии были отдельные местности, владельцы которых носили титул «шателен» (фр. Châtelain); в их руках была сосредоточена вся гражданская и военная власть, но впоследствии она была ограничена верховным правителем.
В Германских государствах «кастеляном» назывались или должностные лица империи (бургграфы), или княжеские служилые люди, которые имели известную юрисдикцию в замке или городе, равно как в прилегавшим к ним территориям.
Кастелян сочетал функции управляющего замком или двором, ответственного за исправное содержание замка (двора), гарнизона и обслуживающего персонала, и управляющего территорией, ответственного за её безопасность и оборону, сбор податей и дани, осуществление судебной власти (Подкоморский суд).
В Польском королевстве, Великом княжестве Литовском и Русском подобная должность носила название каштелян (пол. kasztelan), и имела различное положение в магнатской и шляхетской иерархии. Должность занимали, как правило, представители знатных католических польских родов Радзивиллов, Тышкевичей, Ходкевичей, Гольшанских и другие.
С разделами Речи Посполитой в конце XVIII века должность исчезла.
Позднее кастелянами называли также смотрителей костёлов, кастеляншами — кладовщиц (смотрительниц белья) в лечебных, лечебно-оздоровительных учреждениях и различного рода приютах для детей, инвалидов и стариков.